# Myst V: End of Ages
Vous lisez un « bon article » labellisé en 2025.
Myst V: End of Ages est un jeu vidéo d'aventure et cinquième opus de la série Myst. Développé par Cyan Worlds et édité par Ubisoft, le jeu paraît sur Macintosh et Windows en septembre 2005. Comme dans les précédents volets, le gameplay repose sur l'exploration de mondes appelés Âges, accessibles via des livres et objets spéciaux agissant comme portails.
Contrairement aux titres précédents, End of Ages abandonne les décors précalculés au profit d'environnements en 3D en temps réel, offrant une liberté de mouvement totale. Les visages d'acteurs réels sont numériquement intégrés sur des modèles 3D pour préserver le réalisme. Le jeu introduit aussi plusieurs méthodes de déplacement et un appareil photo intégré.
Bien que globalement accueilli favorablement, le jeu essuie quelques critiques, notamment sur la réduction des interactions par rapport aux précédents opus et des graphismes moins aboutis. Après sa sortie, Cyan Worlds annonce soudainement l'arrêt de son activité de développement et licencie une grande partie de son équipe, avant de réembaucher une majorité des employés quelques semaines plus tard.

## Trame
End of Ages se déroule à l'époque contemporaine, peu après les événements d'Uru: Ages Beyond Myst. L'aventure commence lorsque le joueur reçoit une lettre d'Atrus, le célèbre écrivain des livres de liaison permettant de voyager entre les différents Âges. Un de ces livres, menant à l'Âge de Myst, univers du premier opus, est scellé dans les ruines de l'ancienne civilisation D'ni. Cette société, autrefois capable de créer ces livres magiques, s'est effondrée à cause de ses propres divisions. Atrus et sa famille tentent désespérément de restaurer ce peuple perdu et ont créé un Âge refuge appelé Releeshahn. Le vieil Atrus, accablé par le chagrin après la mort de ses fils Sirrus et Achenar dans Revelation et le décès de son épouse Catherine, exprime dans sa lettre ses craintes quant au sort de sa fille Yeesha, qui semble à son tour avoir disparu,.

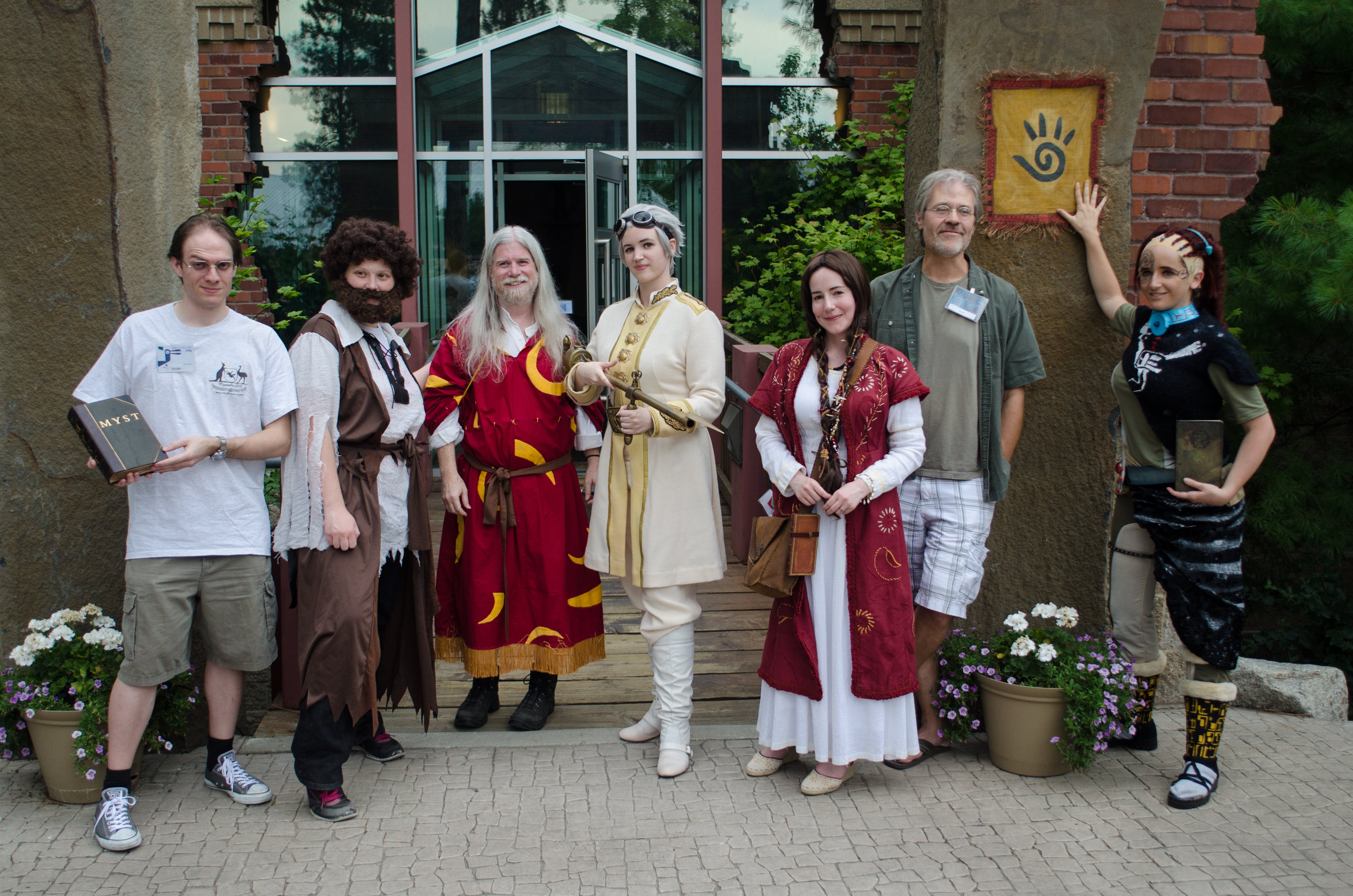
Cosplayer lors d'une convention en 2014.

Le joueur débute son périple dans l'ancienne étude d'Atrus sur l'île de K'veer. Dans l'antichambre, une mystérieuse tablette est solidement fixée sur un autel. Yeesha apparaît soudainement et explique qu'une légende parle d'un Cultivateur qui pourrait utiliser cette tablette pour restaurer pleinement la civilisation D'ni et contrôler les Bahro, une race mystérieusement asservie. Ayant échoué dans son propre essai d'utiliser la tablette, Yeesha confie cette mission cruciale au joueur. Peu après, près du Grand Puits, le joueur rencontre Esher, un survivant de la chute des D'ni, qui le met énergiquement en garde contre Yeesha et insiste pour qu'on ne lui remette surtout pas la tablette. En explorant le Grand Puits, le joueur découvre douze fragments du journal de Yeesha. Ces écrits troublants semblent confirmer les avertissements d'Esher, dépeignant une Yeesha sombrant progressivement dans la folie et se prenant pour le légendaire Cultivateur. Guidé à la fois par Yeesha et Esher, le joueur voyage à travers quatre Âges différents pour y collecter quatre ardoises spéciales qui permettront de déverrouiller le plein pouvoir de la tablette. Esher apparaît occasionnellement au cours de ce périple pour prodiguer ses conseils et révéler des pans de l'histoire des D'ni et des mondes visités,.
Une fois les quatre ardoises réunies, Esher demande qu'on lui apporte la tablette dans l'Âge de Myst, désormais accessible. De retour à K'veer, le joueur se retrouve face à quatre possibilités, et doit faire un choix crucial. S'il se rend à Myst sans la tablette, Esher, furieux, l'abandonne sans moyen de s'échapper. S'il remet la tablette à Esher, celui-ci révèle ses véritables intentions de domination avant de piéger le joueur. En la donnant à Yeesha, la tablette lui échappe des mains et disparaît dans le sol, la laissant désespérée et le joueur coincé. La seule issue positive consiste à libérer les Bahro en leur offrant la tablette, mettant fin à leur asservissement millénaire. Dans ce dernier épilogue possible, le joueur est accueilli à Releeshahn, le nouveau foyer des D'ni, où Atrus et Yeesha le remercient chaleureusement pour avoir ouvert un nouveau chapitre dans l'histoire de leur peuple. Esher est livré aux Bahro pour être jugé. Le jeu se conclut sur une visite paisible de Releeshahn, offrant une conclusion définitive à la saga Myst,.

## Système de jeu
Myst V: End of Ages est un jeu d'aventure en vue à la première personne. Le joueur parcourt plusieurs mondes nommés Âges, résolvant des énigmes et récoltant des indices narratifs en lisant des livres ou en observant l'environnement,. Le jeu propose trois modes de navigation distincts. Le premier, le mode Classique, reprend le système de contrôle de Myst et de Riven. Les Âges sont divisés en points d'intérêt fixes ou nœuds, entre lesquels le joueur se déplace en cliquant sur l'écran. Le mode Classique Plus s'inspire de Myst III: Exile et Myst IV: Revelation, conservant la navigation par nœuds mais permettant une rotation de la vue à 360 degrés. Enfin, le mode Libre (ou Avancé) offre une liberté de mouvement complète à la manière d'Uru: Ages Beyond Myst, utilisant les touches directionnelles pour les déplacements et la souris pour l'orientation du regard,. Les modes Classique et Classique Plus sont ainsi des jeux de type pointer et cliquer.
Le jeu introduit une nouvelle mécanique centrale, l'ardoise,. Présente dans tous les Âges, cet objet permet de graver des symboles grâce aux mouvements de la souris,. Ces inscriptions servent à communiquer avec les Bahro, une race de créatures mystérieuses qui interprètent les symboles et récupèrent systématiquement l'ardoise si le joueur l'abandonne,. Certains symboles provoquent des modifications environnementales (pluie, vent accru, par exemple) essentielles à la résolution d'énigmes,. Cependant, l'ardoise ne peut être transportée partout en raison de sa taille imposante, obligeant parfois le joueur à s'en séparer temporairement,.
Plusieurs fonctionnalités facilitent la progression. Un appareil photo intégré permet de capturer des indices visuels, stockés dans un journal consultable à tout moment. Les interactions avec les personnages sont automatiquement enregistrées dans un second journal, chaque entrée étant narrée par la voix du personnage concerné. Les pages manquantes du journal apparaissent en transparence dans les menus, guidant le joueur vers les informations à découvrir,.

## Développement

### Conception

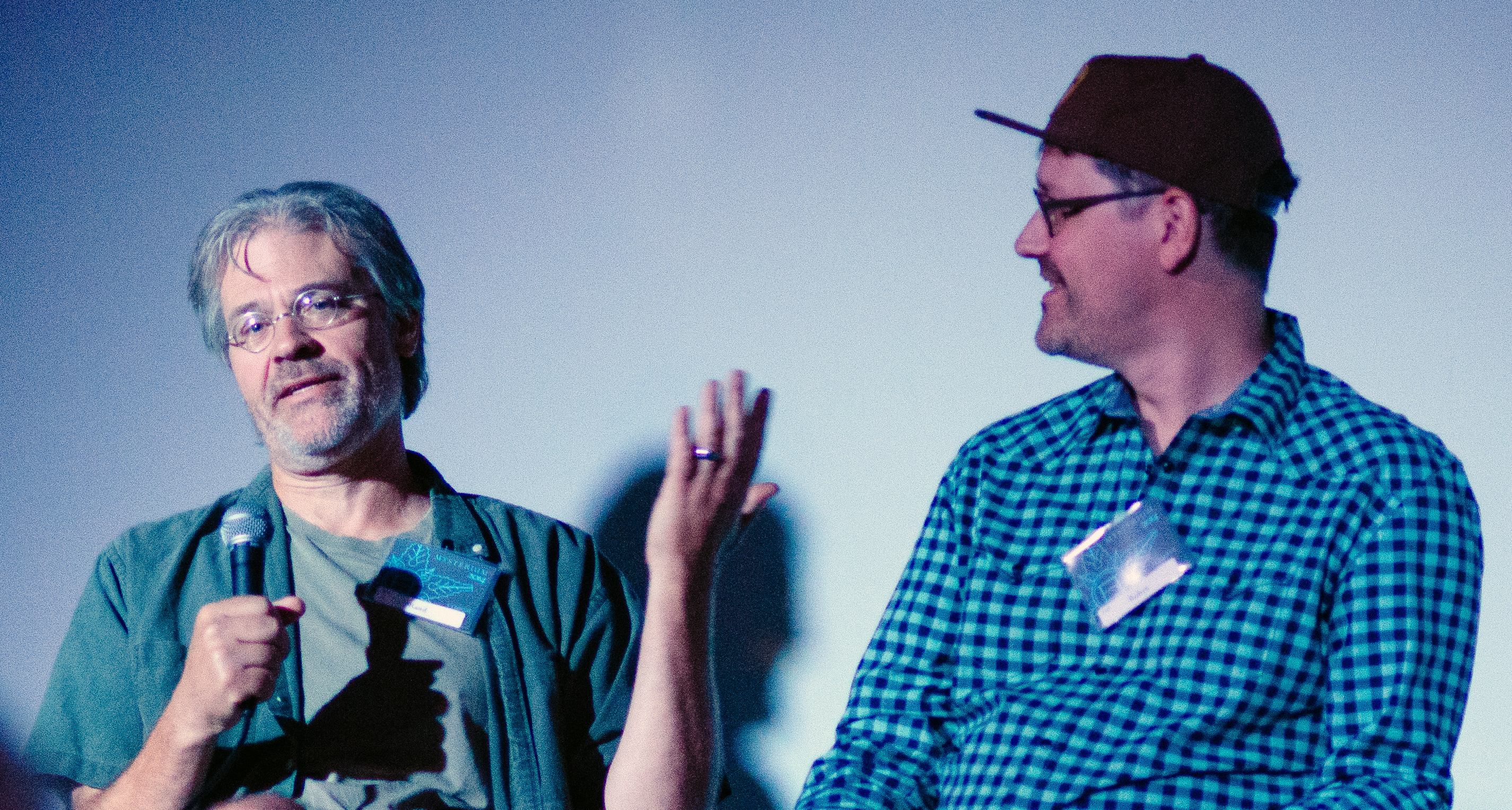
Robyn Miller et Rand Miller, les créateurs de la série Myst, également à l’œuvre sur End of Ages.

Robyn et Rand Miller, les créateurs de Myst, refusent initialement de faire des suites à Riven (1997). Cependant, les droits d'édition de la série passent ensuite à Ubisoft, qui commande deux suites : Myst III: Exile et Myst IV: Revelation. End of Ages est officiellement annoncé lors du MacWorld Expo 2005 par Cyan Worlds, le studio de développement à l'origine de la série. Lors de cette annonce, Cyan précise que ce jeu sera le dernier opus de la série. Alors que les précédents Myst privilégiaient des environnements précalculés plutôt que des graphismes 3D en temps réel, Rand Miller estime que la technologie a suffisamment progressé pour qu'End of Ages utilise des graphismes temps réel sans sacrifier l'immersion. « Au fil des années, les jeux Myst sont devenus de plus en plus sophistiqués, culminant avec Myst V et ses graphismes saisissants que les joueurs peuvent parcourir fluidement » explique-t-il dans une interview. Miller souligne que l'objectif reste inchangé : plonger les joueurs dans les mondes alternatifs de Myst.
L'équipe de développement se concentre sur l'accessibilité d'End of Ages, un aspect souvent problématique dans les précédents Myst aux énigmes réputées difficiles. Cyan s'inspire du système de contrôle de realMyst (le remake en 3D temps réel du premier opus) pour proposer plusieurs options de contrôle, satisfaisant à la fois les nouveaux venus et les fans de longue date. Le jeu intègre naturellement un système d'aides à travers les interactions avec Esher. Rand Miller souhaite une rupture majeure avec les épisodes précédents, les actions du joueur déterminant désormais le sort des personnages et l'issue de l'histoire. « L'avenir de la civilisation repose sur ce moment crucial, et vos choix en décident le destin », explique-t-il au sujet de la fin du jeu.
Les jeux Myst utilisaient traditionnellement la technique de l'incrustation pour intégrer des acteurs réels dans des décors numériques, mais pour End of Ages, Cyan opte pour des personnages générés par ordinateur tout en conservant l'expressivité humaine. Pour y parvenir, l'équipe développe un dispositif capturant en vidéo les visages des acteurs durant leurs dialogues, puis transforme ces images en textures appliquées sur les modèles 3D, tout en utilisant le suivi des mouvements faciaux pour animer les personnages. La capture de mouvement corporel complète le procédé pour des déplacements réalistes. Bien que l'équipe de Cyan craigne de ne pas terminer à temps la synchronisation audio pour la présentation à l'E3 2005, le résultat final les satisfait pleinement. Les réactions critiques lors de l'E3 s'avèrent extrêmement positives, au grand soulagement de Rand Miller, heureux qu'un salon dominé par les jeux de tir considère End of Ages comme potentiellement le meilleur jeu de la série.

### Audio

Une partie du langage et des symboles numériques de la culture D'ni.

Tim Larkin, compositeur et directeur audio chez Cyan, se voit confier la création de la bande-son de Myst V: End of Ages. Déjà impliqué sur realMyst et Uru: Ages Beyond Myst, il profite des avancées technologiques pour concevoir une musique plus dynamique, synchronisée avec les effets sonores et exploitant le son multicanal pour une immersion accrue,. Le défi majeur réside dans l'aspect non linéaire du jeu. Larkin explique : « Les jeux sont des expériences interactives. On ne peut pas anticiper où le joueur sera à un moment donné. Je ne peux pas composer une musique qui guide vers telle ou telle action, car le joueur pourrait faire exactement l'inverse ! » Cette contrainte l'oblige à abandonner la structure classique de ses compositions jazz, au profit de morceaux plus ouverts. Larkin reconnaît que certains fans de Myst auraient préféré une musique dans le style des compositions de Robyn Miller, mais explique que les choses évoluent et que les joueurs trouveront des éléments à apprécier dans cette nouvelle bande-son s'ils gardent l'esprit ouvert.
Contraint par un budget serré, Larkin ne peut engager d'orchestre pour interpréter la musique. Tous les instruments de la bande-son, à l'exception de sa propre trompette, sont donc des échantillons numériques,. Il utilise divers synthétiseurs, échantillonneurs et ordinateurs, travaillant entre son studio personnel et les bureaux de Cyan,. Le défi principal consiste à finaliser la composition dans les délais impartis pour la sortie du jeu. Malgré ces contraintes, la bande-son est publiée en format CD le 25 octobre 2005.

### Sortie
End of Ages connaît deux éditions distinctes pour sa sortie en septembre 2005, coïncidant avec le 12e anniversaire de la franchise. En Amérique du Nord, l'édition standard, réservée aux ordinateurs Windows, se présente sous forme de CD-ROM ne contenant que le jeu. Une édition limitée propose quant à elle la bande-son originale, une lithographie, un guide stratégique et un DVD bonus incluant un documentaire sur la saga Myst. Ce reportage, produit par GameTap, marque le premier documentaire sur le jeu vidéo réalisé par cette filiale. L'édition limitée est distribuée en DVD, le portage Mac étant assuré par le studio québécois Beenox, constituant la seule option commerciale pour les joueurs Mac. En Europe, ces deux éditions sortent simultanément sur Mac et Windows et seulement en au format DVD,.
Quelques jours avant la sortie, Cyan annonce le licenciement d'une majorité de ses effectifs et l'arrêt de son activité de développement. Cette décision soudaine s'explique par l'échec à obtenir un financement pour un nouveau projet après End of Ages, en partie dû aux performances commerciales décevantes d'Uru: Ages Beyond Myst. Selon Rand Miller, la société parvient miraculeusement à réembaucher presque tout le personnel quelques semaines plus tard, après avoir sécurisé de nouveaux financements. Cyan précise alors que son prochain jeu n'aura aucun lien avec la série Myst. Durant cette période, tout en présentant un projet non annoncé à des éditeurs tiers, Cyan développe Cosmic Osmo's Hex Isle en collaboration avec la plateforme de contenus Fanista.

## Accueil

### Accueil critique
Myst V: End of Ages reçoit globalement un accueil positif de la part de la presse vidéoludique,. Beaucoup le considèrent comme une conclusion digne de la série,,,.
Comme pour les opus précédents, les visuels d'End of Ages sont largement salués. Le passage au rendu 3D temps réel est généralement perçu comme une amélioration,. La bande-son est également plébiscitée,, bien que GameSpot note son utilisation parcimonieuse, soulignant que la musique présente parvient parfaitement à créer l'ambiance propre à chaque Âge. Certains critiques comme le New York Times estiment cependant que les graphismes n'exploitent pas pleinement les possibilités techniques, surtout en comparaison aux décors précalculés de Myst IV: Revelation. GameSpot relève quant à lui que si la qualité visuelle est comparable aux précédents jeux, End of Ages manque d'éléments d'immersion : seuls les objets importants pour l'histoire peuvent être manipulés et le personnage ne produit aucun bruit de pas.
Les personnages de Myst, souvent critiqués dans les épisodes précédents, trouvent enfin grâce aux yeux des critiques dans End of Ages. Des médias spécialisés comme GameSpot et IGN soulignent la qualité du doublage et l'évolution vers des modèles 3D,. IGN relève que même sans interaction directe, ces personnages « gagnent en authenticité », portés par des dialogues mieux écrits et des animations expressives. La performance de David Ogden Stiers dans le rôle d'Esher est particulièrement saluée,. Seul bémol, Mark Saltzman juge certains dialogues exagérément dramatiques, risquant de lasser.
Le système d'ardoise et ses énigmes innovantes séduisent la presse,. Eurogamer y voit une excellente modernisation de la formule Myst, malgré une reconnaissance parfois trop stricte des symboles. Computer and Video Games aurait souhaité une exploitation plus poussée du concept, tandis que GameSpot vante ses effets visuels ingénieux sur l'environnement.

### Ventes et distinctions
Avec les autres jeux de la franchise, il dépasse les 12 millions de ventes cumulées en novembre 2007. Le jeu se classe sixième au classement des ventes NPD Techworld pour la semaine du 9 octobre 2005.
À sa sortie, End of Ages remporte plusieurs distinctions prestigieuses, dont le prix « Editor's Choice » décerné par IGN. La bande originale composée par Tim Larkin est doublement récompensée : nommée dans la catégorie « Meilleure musique interactive » aux Game Audio Network Guild Awards, elle remporte le trophée de meilleure bande-son aux Game Industry News Awards. Bien que nommé dans la catégorie de meilleur jeu d'aventure par GameSpot et IGN, le jeu s'incline finalement dans les deux cas face à Fahrenheit,.